# Пихора
Пихо́ра (пехо́ра) — вид зимней одежды; куртка или пальто, наружная сторона которых сделана из плащевой ткани или кожи, а внутренняя — из меха, обычно кроличьего. Может быть с капюшоном, который расстёгивается посередине и в раскрытом виде служит воротником.